# 加藤泰広
加藤 泰広（かとう やすひろ）は、江戸時代中期から後期の大名。通称は右京。伊予国新谷藩4代藩主。

## 略歴
大洲藩主・加藤泰恒の七男として誕生。
享保9年（1724年）閏4月16日、先代藩主で従兄の加藤泰貫の養嗣子となる。享保12年（1727年）12月18日に叙任する。教養に優れた人物で、藩士子弟の教育化に尽くした。駿府加番も務めている。宝暦6年（1756年）8月26日、長男の泰宦に家督を譲って隠居し、天明5年（1785年）2月16日に新谷で死去した。享年76。